# Národní dílny

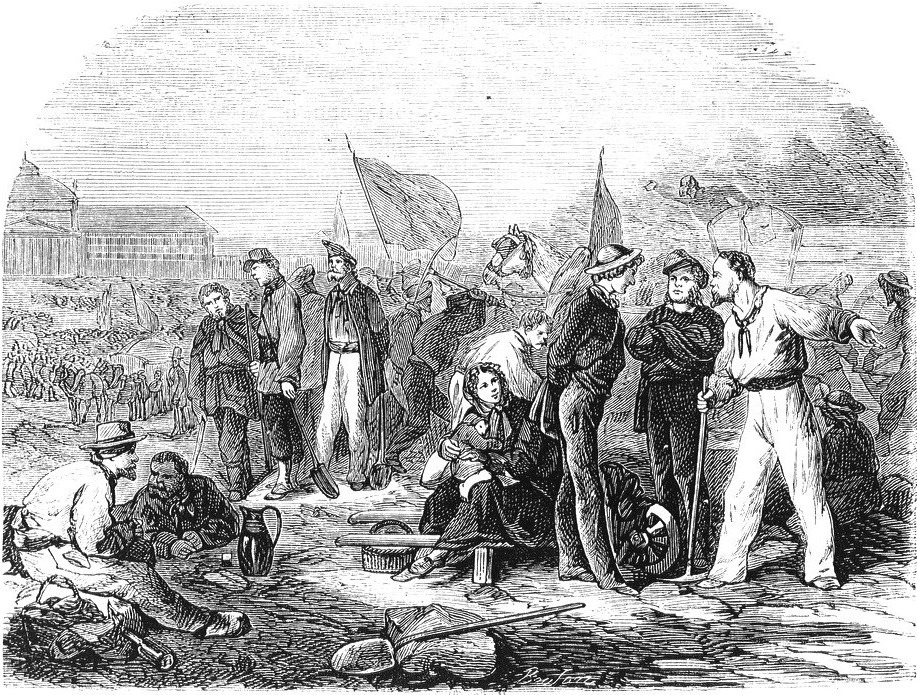
Národní dílny na Champ-de-Mars

Národní dílny (francouzsky Ateliers nationaux) byly vytvořeny v roce 1848 v Paříži, aby snížily nezaměstnanost a sociální napětí. Jejich zrušení vedlo k povstání v červnu téhož roku.

## Historie
Louis Blanc ve svém díle L'Organisation du travail v roce 1839 vyzval k založení výrobních družstev se státní podporou s počátečním kapitálem poskytnutým z veřejných prostředků. Během únorové revoluce roku 1848 se Louis Blanc stal členem prozatímní vlády, která 25. února 1848 vyhlásila právo na práci. K zajištění toho byly zřízeny tzv. národní dílny, jejichž činnost trvala jen asi čtyři měsíce, konkrétně od 27. února do 21. června 1848.
Pod vedením ministra veřejných prací Pierra Marie de Saint-Georges a pod vedením Emila Thomase byla zahájena nebo plánována řada veřejných prací, včetně výstavby železničních stanic Montparnasse a Saint Lazare. Příliv uchazečů o zaměstnání byl výrazný a narůstal – 21 000 lidí v březnu, 94 000 v dubnu, kolem 115 000 v květnu.
Existovaly však zjevné problémy s kázní a efektivitou odvedené práce a pro buržoazní kruhy byly národní dílny považovány za ohnisko socialistické agitace. Z toho důvodu ústavodárné shromáždění zvolené na začátku května 1848 svou konzervativní většinou 24. května 1848 rozhodlo o ukončení experimentu národních dílen. Tam zaměstnaní svobodní 17 až 25letí muži měli být odvedeni do armády, zatímco zbytek postižených měl být odvezen do vzdálených částí země na práce na stavbě kanálů apod. Zveřejnění tohoto výnosu 21. června 1848 vedlo k červnovému povstání, které krvavě potlačil generál Louis-Eugène Cavaignac.